# Шамин, Гавриил Петрович
Гаврил Петрович Шамин (8 апреля 1923 года — 17 июля 1995 года) — участник Великой Отечественной войны, гвардии старший сержант, командир отделения 322-й отдельной разведывательной роты 245-й стрелковой Валгинско-Режицкой Краснознамённой дивизии, полный кавалер ордена Славы.

## Биография
Родился 8 апреля 1923 года в селе Гребенщик Испульского района Гурьевской области Казахской ССР (ныне посёлок Гребенщиково Индерского района Атырауской области Казахстана) в семье крестьянина. Русский. Окончил 8 классов школы. В 1939 году переехал на постоянное место жительства в Индер, где работал в столярном цехе рудника. Подрабатывал также продавцом в ларьке. Член ВКП (б) с 1944 года.
С первых дней войны просился на фронт, но лишь 14 августа 1941 года был зачислен в Красную армию. После окончания полковой школы в городе Бузулук стал разведчиком. С февраля 1942 года на Волховском фронте. С апреля по август 1942 года на Западном фронте. В августе 1942 года был направлен в 293-ю стрелковую дивизию (1-го формирования) 21-й армии Донского фронта.
Командование готовило генеральное контрнаступление под кодовым названием «Уран», и для уточнения обстановки в стане противника требовался «язык». Группа Шамина в составе 12 человек в районе станции Клетской несколько дней вела наблюдение и улучила момент, когда семеро немецких солдат, рывших траншею для мощной огневой точки, оказались без боевого охранения. Тем самым было захвачено сразу семь пленных. И вот в ночь с 18 по 19 ноября началась мощная артподготовка, а затем солдаты пошли в контрнаступление, нужно было опередить наступающие части противника и занять позицию на правобережье Дона. Группа разведчиков, в составе которой был и Шамин, и около роты солдат сумели скрытно форсировать реку и оказаться на правом берегу. Они удерживали плацдарм, пока не переправились основные части. И плацдарм был удержан. В тот день, 19 ноября, дивизия с помощью огня артиллерии, танков и пехоты с большим трудом смогла прорвать передний край обороны противника вглубь на 4-5 км.
Отличился в последующих боях возле деревни Дмитровка, в которых был тяжело ранен командир роты. Товарищ Шамин пошёл на помощь своему раненому командиру и ползком доставил его санитарам. Затем быстро вернулся на поле боя и при помощи артиллерии ввязался в бой с 8-ю танками противника и сопровождавшими их автоматчиками. После первого артиллерийского залпа два танка вспыхнули, два других завертелись на месте, вражеские танкисты и автоматчики в панике стали убегать. Шамин вместе с сержантом Хоменко открыли огонь по отступающим. До полусотни фашистов уничтожили два сержанта в том бою и удержали позиции до прихода подкрепления.
По мере отступления противника части дивизии, в которой воевал Шамин, были переведены на Сталинградский фронт для ликвидации группировки противника в так называемом «Кольце». За все время боев за Сталинград товарищ Шамин получил два лёгких ранения 5 декабря 1942 года и 8 января 1943 года и одно тяжелое ранение 30 января 1943 года. Вот как это произошло. Сержант Шамин со своим отделением подобрался к одному из корпусов завода «Красный Октябрь», откуда, не смолкая, строчил пулемет. Тогда они забросали гранатами этот корпус, и вскоре немцы были вынуждены сдаться и выйти с поднятыми руками, выстроившись в колонну. Но в тот момент из соседнего корпуса раздался выстрел, и шальная пуля попала Шамину прямо в бедро. После ранения четыре месяца лечился в Саратовском госпитале.
После излечения 8 июня 1943 года был мобилизован Кировским РВК города Саратов и 10 июня 1943 года направлен Саратовским военно-пересылочным пунктом в военное училище для переподготовки. С октября 1943 года в составе 379-й стрелковой Режицкой дивизии 3-й ударной армии 2-го Прибалтийского фронта. Был разведчиком 433-й отдельной разведывательной роты. Во время обороны города Невель в декабре 1943 года получил легкое ранение. Затем в январе - феврале 1944 года участвовал в Ленинградско-Новгородской операции, а в июле 1944 года - в Режицко-Двинской операции, в ходе которой отличился и был награждён орденом Славы III степени. Из наградного листа:

Гвардии сержант Шамин Гавриил Петрович 15.07.1944 года с группой разведчиков в районе деревни Островок проникли к немцам в тыл и вышли на шоссейную дорогу. Незаметно подойдя к переправе, обнаружил скопление немецких солдат. Около переправы стоял часовой, к нему подполз сержант Шамин и бесшумно снял одного часового и со всей группой открыл автоматный огонь по переправе. Немцы, около 40 человек, рассеялись, и остались убитыми и ранеными около 10-ти человек. При этом лично захватил в плен 5 немецких солдат, одну повозку с грузом, собрал ценные документы, отбил 15 мирных жителей от угона.
Во время Рижской операции в сентябре - октябре 1944 года был временно назначен командиром отделения 1-й стрелковой роты 1255-го стрелкового полка своей же 379-й стрелковой Режицкой дивизии. В боях в восточной части Латвии совершил очередной подвиг. Из наградного листа:

При прорыве немецкой обороны в районе деревни Силы Мадонского уезда Латвийской ССР 14.09.1944 года командир стрелкового отделения сержант Шамин  показал себя мужественным защитником Советской Родины. 
Отделение под его командованием почти без потерь преодолело шесть траншей противника, нанеся при этом большие потери ему, лично из автомата уничтожил 7 солдат и 1 офицера.
15.09.1944 года принял на себя командование взводом и одним из первых вышел на шоссе и оседлал его.
За этот подвиг был представлен к награждению орденом Славы II степени, но награждён был орденом Красной Звезды.
Возвратился в 433-ю отдельную разведывательную роту 379-й стрелковой Режицкой дивизии. Уже к ноябрю 1944 года войсками 1-го и 2-го Прибалтийских фронтов была осуществлена блокада группировки противника на Курляндском полуострове на западе Латвии (Курляндский котёл). И вот 18 ноября 1944 года группа разведчиков получила приказ доставить контрольного пленного. На выполнение задания разведчики вышли с наступлением темноты. Бесшумно миновали нейтральную полосу, приблизились к намеченному ориентиру. Старший сержант Шамин, сержант Русаков и старшина Тукаев ворвались в окоп вражеских пулеметчиков. Завязалась схватка. Трое гитлеровцев были убиты, враг был захвачен в плен. Вот что говорится в самом наградном листе:

18.11.1944 года группе разведчиков была поставлена боевая задача захватить контрольного пленного. В районе западнее 400м хутора Дошниэки Латвийской ССР старший сержант Шамин  Г. П. в числе первых ворвался в ячейку прислуги пулемета противника. В рукопашной схватке уничтожил одного гитлеровца, захватил “языка” и доставил его в часть. Контрольный пленный дал ценные сведения.
За успешное выполнение этого задания был награждён орденом Славы II степени.
30 декабря 1944 года 379-я стрелковая Режицкая дивизия, в которой воевал Шамин, вошла в состав 245-й стрелковой Валгинской дивизии, которая стала именоваться как 245-я стрелковая Валгинско-Режицкая Краснознамённая дивизия и вошла в состав 59-й армии 1-го Украинского фронта. Гвардии старший сержант Шамин был назначен командиром отделения 322-й отдельной разведывательной роты.
На одном из этапов Висло-Одерской операции в январе - феврале 1945 года Шамин со своей группой разведчиков захватил очень нужного «языка», сообщившего о планах гитлеровцев отойти за Одер, где уже были подготовлены оборонительные позиции, и как только советские войска перешли бы в наступление, то противник открыл бы шлюзы, чтобы вода смела наступающих. Владея информацией, командование фронта отдало приказ заблаговременно форсировать реку Одер и окопаться неподалеку от немецких окопов. Когда фашисты, как и планировали, отступили на заготовленные позиции, они оказались под перекрёстным огнём частей на этом берегу и подошедших соединений. За обеспечение успешной переправы пехоты Шамин Г. П. был удостоен ордена Славы I степени, однако награждён был им лишь после окончания войны.
После успешного проведения Нижне-Силезской операции получил небольшое ранение 2 марта 1945 года во время обороны занятых войсками позиций. Далее советские войска приступили к Верхне-Силезской операции, а затем к Берлинской операции, во время которой держали глухую оборону левого фланга 1-го Украинского фронта. Тогда гвардии старший сержант Шамин  Г. П. отличился дважды. Сначала проявил себя в боях возле деревни Гутвиц. Из наградного листа:

Гвардии старший сержант Шамин  Г. П. действовал в группе разведчиков по захвату пленного в районе деревни Гутвиц на высоте 151,6 в ночь на 17 апреля. Находясь в группе обеспечения, гвардии старший сержант с разведчиками бесшумно и скрытно проползли минные поля и вплотную достигли пулеметной точки противника. По общему сигналу разведчики бросились на немецкий пулеметный расчет и уничтожили 5 фрицев. Группа, обеспечив своим манёвром, дала возможность действовать группе захвата, и благодаря чему задача по захвату пленного была выполнена.
Захватив с собой тяжело раненого разведчика, гвардии старший сержант Шамин  Г. П. отошёл на свою оборону.
За этот подвиг был представлен к награждению орденом Отечественной войны II степени, но награждён был медалью «За отвагу».
Затем, в ночь на 28 апреля, была с успехом проведена операция по захвату пленных в районе деревни Штефансдорф, за что был награждён орденом Красной Звезды. Из наградного листа:

Гвардии старший сержант Шамин  Г. П. действовал в разведгруппе по захвату пленного в районе деревни Штефансдорф южнее часовни 300м. Находясь в задании захватить, товарищ Шамин с сержантом Русаковым бросились в немецкие траншеи и схватили немцев, под прикрытием группы обеспечения отошли с пленными на свою оборону. Задача была выполнена. Пленные были доставлены в штаб дивизии.
За пять дней до победы, 4 мая 1945 года, в ходе заключительной Пражской операции товарищ Шамин в составе разведгруппы получил приказ захватить «языка». Отважный разведчик забросал траншею гранатами и первым ворвался в неё, захватил в плен фашистского солдата и вернулся в место своего расположения. За этот подвиг был награждён орденом Красного Знамени. Из наградного листа:

Гвардии старший сержант Шамин  Г. П. действовал в разведгруппе с задачей поймать пленного в районе деревни Новач. 
В ночь на 4 мая группа вышла на задание. Гвардии старший сержант действовал в группе захвата. Бесшумно подползли разведчики к траншеям немцев. По сигналу товарищ Шамин  Г. П. первым ворвался в траншею противника и бросил гранату в группу немцев, находившихся в изгибе траншеи. Схватив немца, товарищи Садовых и Шамин выбросили его из траншеи и повели на свою оборону. Группа задачу выполнила и без потерь вернулась на свою оборону.
Таким образом, товарищ Шамин  Г. П. победу встретил в окрестностях Праги. Был удостоен чести участвовать в Параде Победы 24 июня 1945 года на Красной площади в Москве. Указом Президиума Верховного Совета от 27.06.1945 года был награждён орденом Славы I степени, став полным кавалером ордена Славы. 6 апреля 1985 года в честь 40-летия Победы был награждён орденом Отечественной войны I степени.
22 октября 1945 года был демобилизован. Вернулся в родные края. Работал на Индерском боратовом руднике шофером, автомехаником. В 1955 году был избран председателем профсоюзного комитета рудника. В 1969 году переехал в областной центр, где работал в БРНУ, тресте ГНХС, более 20 лет проработал в военизированной части по предупреждению возникновения и ликвидации открытых газовых и нефтяных фонтанов в производственно-геологическом объединении «Казнефтегеология», в Прикаспийском военизированном отряде. За свой многолетний труд был награждён медалью «50 лет КазССР», двумя Почетными грамотами Верховного Совета КазССР. После назначения персональной пенсии республиканского значения продолжал работать ещё десять лет. Скончался 17 июля 1995 года. Был похоронен с почестями в городе Атырау.

## Награды
- Орден Славы III степени[1]
- Орден Славы II степени[7]
- Орден Славы I степени[13]
- Орден Красного Знамени[11]
- Орден Красной Звезды[3]
- Орден Красной Звезды[10]
- Медаль «За отвагу»[9]
- Орден Отечественной войны I степени[14]
- Медаль «За оборону Сталинграда»
- Медаль «За освобождение Праги»
- Медаль «За победу над Германией в Великой Отечественной войне 1941—1945 гг.»
- Юбилейная медаль «Двадцать лет Победы в Великой Отечественной войне 1941—1945 гг.»
- Юбилейная медаль «Тридцать лет Победы в Великой Отечественной войне 1941—1945 гг.»
- Юбилейная медаль «Сорок лет Победы в Великой Отечественной войне 1941—1945 гг.»
- Юбилейная медаль «За доблестный труд (За воинскую доблесть). В ознаменование 100-летия со дня рождения Владимира Ильича Ленина»
- Медаль «Ветеран труда»
- Юбилейная медаль «50 лет Вооружённых Сил СССР»
- Юбилейная медаль «60 лет Вооружённых Сил СССР»
- Юбилейная медаль «70 лет Вооружённых Сил СССР»
- Нагрудный знак «25 лет Победы в Великой Отечественной войне»
- Памятная медаль «35 лет Победе советского народа в Великой Отечественной войне»
- Памятная медаль «40 лет Победе советского народа в Великой Отечественной войне»
- Памятный нагрудный знак "Ветеран 59-й Армии"
- Почетный знак ДОСААФ СССР
- Знак «Гвардия»
- Знак «Отличный разведчик»

## Память

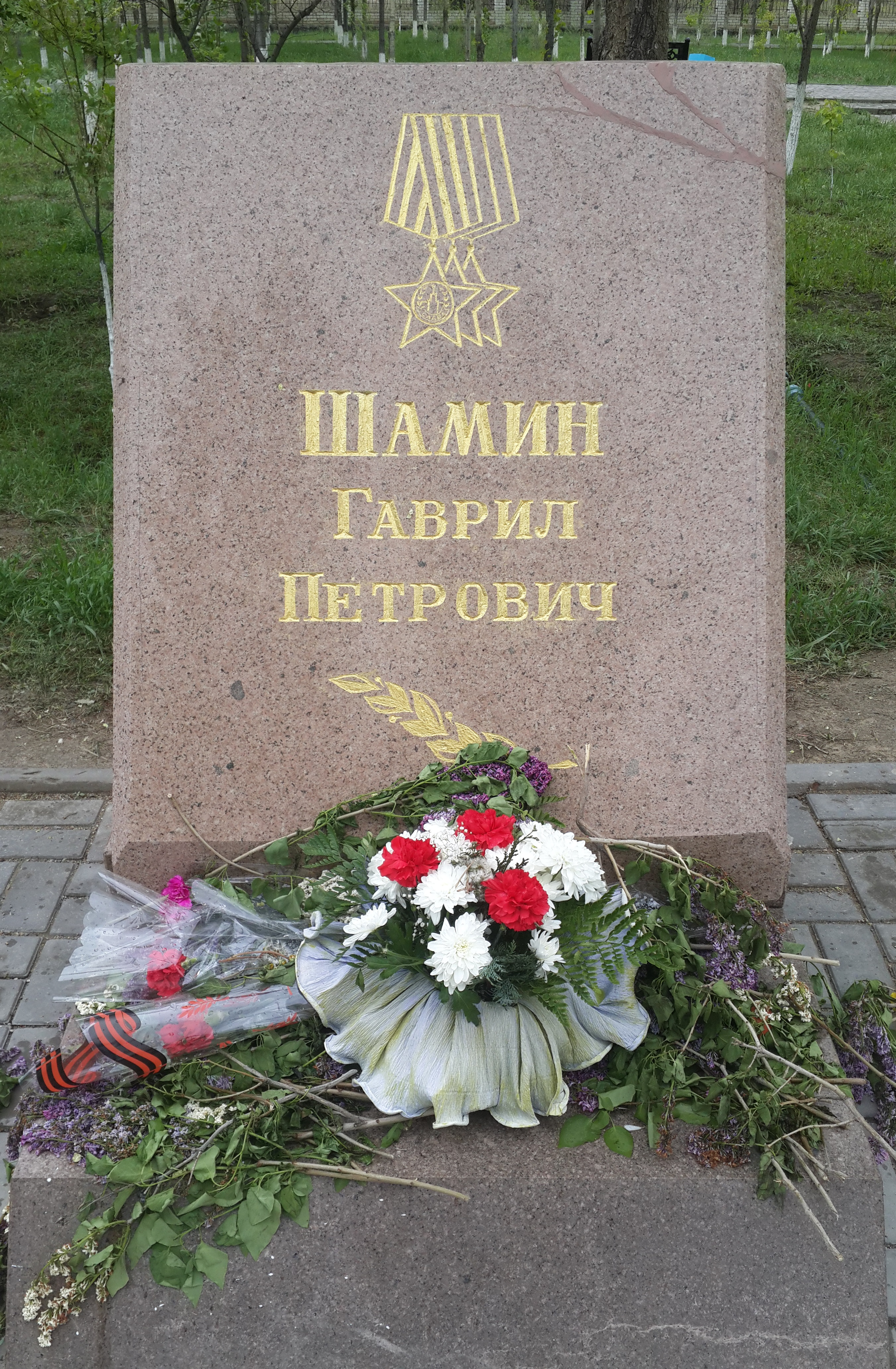
Шамин Г. П. мемориальная плита

Почетный гражданин города Атырау. В честь него названа улица в городе. На доме, в котором жил Шамин Гавриил Петрович, установлена мемориальная доска. Также есть и мемориальная плита в парке Победы города Атырау.